# Colijn Caillieu

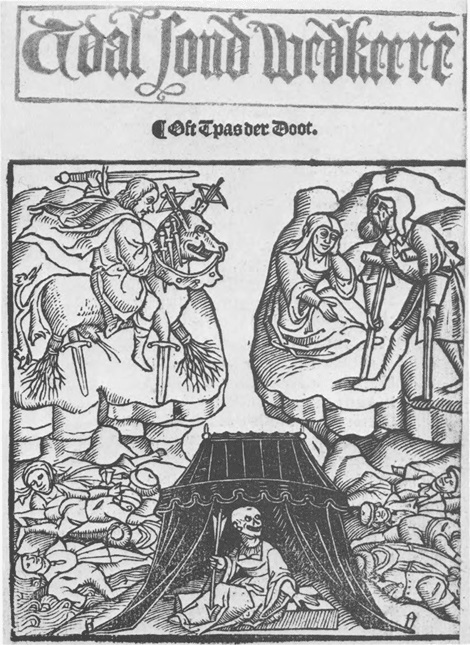
Houtsnede op de titelpagina van Colijn Caillieu's Tdal sonder wederkeeren. Uitgegeven en waarschijnlijk ook geïllustreerd door Jan van Doesborch op 10 juli 1528. De houtsnede beeldt de twee luitenants van Vrouw Dood af (links heer Accident, rechts heer Antijke) en in het midden wordt Vrouw Dood zelf afgebeeld, omringd door haar slachtoffers

Colijn Caillieu (Brussel, ca. 1430-1440 – 1503) was van 1474 tot 1485 de eerste stadsdichter van Brussel. Op het tijdstip van zijn overlijden was hij ook factor (de artistieke leider) van een niet nadergenoemde rederijkerskamer.
Van de vele werken die hij geschreven moet hebben zijn enkel Tdal sonder wederkeeren en Vrou Margriete bewaard gebleven. Colijn Caillieu wordt door veel experts vereenzelvigd met Colijn van Rijssele (ook wel de amoureuze Colijn en Colijn Keyart genoemd), waardoor hij ook de auteur van het magistrale De Spiegel Der Minnen en het toneelstuk Van Narcissus ende Echo zou zijn.

## Biografie
Wanneer Colijn Caillieu precies geboren werd is onbekend. Vermoed wordt dat hij in het tweede kwart van de 15e eeuw in Brussel het levenslicht zag. De eerste vermelding van Colijn Caillieu in de Brusselse administratie dateert van rond 1471. In dat jaar moest het Brusselse stadsbestuur bezuinigen. Caillieus toelage werd echter vrijgesteld van de besparingen, zodat hij in alle rust kon blijven voortwerken.
Dat Colijn Caillieu over een sterk commercieel inzicht beschikte, bewees hij in 1474. In dat jaar wist hij het stadsbestuur namelijk zo ver te krijgen dat ze speciaal voor hem de (bezoldigde) functie van stadsdichter creëerde. Het Brusselse stadsbestuur wilde immers de populaire en capabele Colijn niet aan een andere stad verliezen.
Tijdens zijn termijn als stadsdichter schreef Caillieu het presentspel Vrou Margriete, ter ere van de geboorte van Margaretha van Oostenrijk op 10 januari 1480. In dat spel maakt Colijn een persiflage op het Bijbelse Driekoningenverhaal. In het verhaal reizen drie koningen (die adel, clerus en stedelijke burgerij vertegenwoordigen) naar Brussel om drie geschenken aan Margaretha van Oostenrijk te presenteren.
Het andere overgeleverde werk van Colijn Caillieus hand, Tdal sonder wederkeeren, was een vertaling van de Franstalige didactische allegorie Pas de la Mort van Amé de Montgesoies. In deze allegorie wordt de overgang van leven naar dood gepresenteerd als een steekspel. De dichter hoort hoe twee luitenants van Vrouw Dood (heer Accident en heer Antijke) haar voorstellen om een groots toernooi te organiseren, waarin zij als haar kampioenen aantreden. Vrouw Dood gaat daar enthousiast op in.
Met deze vertaling demonstreerde Caillieu zijn grote literair talent. Hij beperkte zich immers niet tot het getrouw weergeven van de oorspronkelijk tekst. Naast een aantal wijzigingen aan de brontekst koos hij er immers voor om in zijn vertaling een negenregelige strofe te gebruiken, die dan nog eens telkens eindigde in een spreekwoord. Deze strofische vorm was heel wat gecompliceerder dan de eenvoudige octaaf van het origineel en zijn gebruik ervan toont aan dat Caillieu goed op de hoogte was van de literaire mode in Franse kringen.
Caillieu moet deze vertaling geschreven hebben tussen 1457 (de originele publicatiedatum van de Pas de la Mort) en 1493. In dat jaar voltooide Johannes Pertcheval immers zijn Den camp vander Doot, waarin verwezen wordt naar Tdal sonder wederkeeren.
In 1485 werd Colijn Caillieu als stadsdichter opgevolgd door Jan Smeken, die op dat moment factor van rederijkerskamer De Lelie was. Voor de ontdekking van Caillieus naam in het Liber authenticus van het broederschap der Zeven Weeën veronderstelde sommige auteurs daardoor dat Caillieu rond 1485 moet overleden zijn.
Echter, op 18 maart 1498 werd een Colijn ‘van Ryjsele’ lid van de Brusselse Broederschap van de Zeven Weeën, een gebedsgemeenschap die was opgericht door de leden van de Brusselse rederijkerskamer de Lelie. In het Liber authenticus van dit Broederschap staat opgetekend dat Colijn Caillieu in 1503 kwam te overlijden en dat hij op dat moment factor was van een onbekende rederijkerskamer.
Daarnaast wordt Colijn Caillieu door veel moderne letterkundigen geïdentificeerd als Colijn van Rijssele en Colijn Keyart. Respectievelijk de auteur van de Spiegel der Minnen en Van Narcissus ende Echo. Daarover meer in de volgende paragraaf.

## Andere namen
De identificatie van Colijn Caillieu met Colijn van Rijssele en Colijn Keyart verliep volgens een getrapt proces. Het begon bij de studie van de oudst overgeleverde versie van De Spiegel der Minnen uit 1562. In deze door Dirck Volkertsz. Coornhert verzorgde uitgave wordt Colijn van Rijssele als auteur genoemd.
Een precieze datering van dit werk bleek onmogelijk, al zijn er verscheidene zaken die erop wijzen dat het ergens in de vijftiende eeuw moet zijn geschreven. Uit een analyse van de tekst blijkt ook dat het taalgebruik zeer duidelijk Brabants getint is. Volgens verscheidene experts vertoont het taalgebruik van De Spiegel der Minnen sterke overeenkomsten met dat van het toneelstuk Van Narcissus ende Echo.
Van Narcissus ende Echo is in twee versies overgeleverd. Een gedrukte versie uit 1621, uitgegeven door Jan van Waesberghe en een door Reyer Gheurtsz gemaakt handschrift uit 1552. In het handschrift van Gheurtsz introduceert de titelpagina de schrijver als de amoureuze Colijn. Na het slot van het stuk wordt deze amoureuze Colijn geïdentificeerd als Colijn Keyart. In de gedrukte versie wordt een andere auteur aangewezen, maar die claim wordt door experts afgewezen.
Naast het taalgebruik komen De Spiegel der Minnen en Van Narcissus ende Echo ook overeen qua rijmschema en rijmwoorden. Belangwekkender is echter het feit dat beide teksten schatplichtig blijken te zijn aan dezelfde oudere bronnen, namelijk L’istoire de Narcisus et de Echo en Michault Taillevents Le Debat du Cuer et de l’Ueil. Tevens is het zo dat De Spiegel der Minnen verscheidene keren lijkt te verwijzen naar de gebeurtenissen in Van Narcissus ende Echo.
Op basis van die overeenkomsten wordt dus besloten dat Colijn van Rijssele en Colijn Keyart een en dezelfde persoon zijn. Daarnaast kan ook nog opgemerkt worden dat, als auteur van een monumentaal werk over de liefde, Colijn van Rijssele bij uitstek het epitheton ‘de amoureuze’ verdiende. De link met Colijn Caillieu werd daarna gelegd, toen men opmerkte dat het wel heel toevallig was dat Keyart de vernederlandsing was van Caillieu.
Verdere aanwijzingen voor deze stelling werd aangeleverd door de link te leggen tussen Colijn Caillieu en Eustasse Caillieu. Deze Eustasse was als raadsheer en geneesheer in dienst van Philips de Goede en Isabella van Portugal en was tevens proost van de Sint-Pieterskerk in Rijsel. Als Colijn Caillieu aan deze Eustasse verwant was, dan verklaart dat meteen waarom hij ook als ‘Van Rijssele’ bekendstond, ondanks zijn geboorte in Brussel. Daarnaast zou deze verwantschap ook een verklaring bieden voor Caillieus kennis van hofliteratuur en de medisch-astrologische kennis uit de amoureuze spelen in zijn repertoire.
De laatste aanwijzing die vaak terugkomt is het al eerdergenoemde Liber authenticus van het Broederschap der Zeven Weeën. Daar wordt in 1499 een zekere Colijn van Ryjsele ingeschreven, maar zijn overlijden wordt nergens vermeld. Dit in tegenstelling tot Colijn Caillieu, waarvoor we in het Liber authenticus wel een datum van overlijden terugvinden, maar geen datum van inschrijven. Als we aannemen dat Colijn van Ryjsele en Colijn Caillieu een en dezelfde persoon zijn, dan is die vreemde situatie opgehelderd.

## Belang
Op basis van zijn overgebleven repertoire kan Colijn Caillieu zonder meer beschouwd worden als de belangrijkste Nederlandstalige toneelauteur van de vijftiende eeuw. Hij introduceerde niet enkel het amoureuze spel van zinne (in de vorm van Van Narcissus ende Echo), maar heeft dat ook op unieke wijze in burgerlijke zin gevarieerd. Daarnaast is het zo dat hij in sterke mate vorm heeft gegeven aan het Brusselse rederijkerslandschap. Zonder hem zou het Brusselse stadsbestuur misschien nooit een stadsdichter hebben aangesteld.
Caillieus invloed komt ook terug in de werken van andere Brusselse rederijkers. Zijn Van Narcissus ende Echo is bijvoorbeeld baanbrekend vanwege zijn gebruik van klassieke bronnen en een complexe dramatische structuur en mise-en-scène. Beide elementen die later terugkomen in bv. Hue Mars en Venus tsaemen bueleerden van Jan Smeken (zij het korter en met een simpelere structuur).

## Overgeleverde bibliografie
Als Colijn Caillieu
- Tdal sonder wederkeeren (tussen 1457 -1493)
- Vrou Margriete (1480)

Als Colijn Keyart/de amoureuze Colijn
- Van Narcissus ende Echo

Als Colijn van Rijssele
- De Spiegel der Minnen

Anoniem:
- Het handschrift-Leemans, een unieke verzameling van teksten[30] opgevoerd tijdens stedelijke vorstenfeesten, bevat een aantal spelen die behoren tot de vroegste voorbeelden van wereldlijk toneel in het Nederlands. Een van de teksten in het handschrift-Leemans is het spel van Menych Sympel[31], geschreven ter gelegenheid van het officiële stadsbezoek van Karel van Charolais aan Brussel tussen 31 januari en 12 februari 1466.[32] Dat maakt van Menych Sympel het tweede oudste overgeleverde Brusselse toneelstuk.[33] Een aantal invloedrijke experts schrijven het auteurschap van dit stuk ook aan Colijn Caillieu toe.[34][35][36][37] Het toogspel werd geschreven om Karel de Stoute te eren. Concreet vergeleek men hem tijdens het toogspel met zijn voorouder (en naamgenoot) Karel de Grote.[38]